# بني شكوان (نهم)

تعديل مصدري - تعديل

بني شكوان هي إحدى قرى عزلة الحنشات بمديرية نهم التابعة لمحافظة صنعاء، بلغ تعداد سكانها 308 نسمة حسب تعداد اليمن لعام 2004.